# Sultartangalón
Il lago Sultartangalón è situato sulle alture degli Altopiani d'Islanda, nella regione meridionale di Suðurland, alle pendici del vulcano Hekla, nel territorio del comune di Ásahreppur.
Rappresenta il bacino idrico di origine artificiale del fiume Þjórsá (il maggiore di questo Paese), creato come molti altri in questa zona per rispondere ad esigenze di tipo ambientale e industriale.

## Storia
Negli anni dal 1982 al 1984 furono eseguiti i lavori per la realizzazione di una grande diga la più lunga dello Stato con i suoi 6,1 km, per unire i corsi dei fiumi Þjórsá e Tungnaá, e vennero confluiti in questo grande bacino idrico dell'estensione di circa 20 km², a un'altitudine di 297 m s.l.m., e diedero vita anche ad altri tre laghi, tra cui il Kvíslavatn.
Nella primavera del 1997 fu realizzata la centrale idroelettrica Sultartangi, da 120 MW di potenza, collegata con il bacino da un tunnel di 3,5 km di lunghezza.

## Curiosità
Le popolazioni locali chiamano la zona circostante la diga Bláskógar, che significa legno blu, probabilmente in memoria di qualchee antica leggenda in quanto la zona è priva di vegetazione da anni.